# Zakrzewscy herbu Dołęga

Herb Dołęga

Zakrzewscy herbu Dołęga (Dołęgowie Zakrzewscy, Dołęga-Zakrzewscy) – pierwotnie północnomazowiecka rodzina szlachecka, linia średniowiecznego rodu Dołęgów wywodzącego się od Hugona Butyra.

## Pochodzenie i rozsiedlenie
Według ustaleń, m.in. Władysława Semkowicza, Zygmunta Lasockiego i Antoniego Bilińskiego (przypisy Zygmunta Wdowiszewskiego), gniazdem rodu było Zakrzewo w powiecie bielskim w ziemi płockiej, jedna z szeregu wsi należących do Dołęgów, znajdująca się w sąsiedztwie Łęga – najstarszej posiadłości rodu. W wyniku znacznego rozrodzenia Dołęgowie płoccy już w XVI wieku "przenoszą się do innych, najpierw niebardzo odległych, okolic. (...) Później rozsypują się po całem Mazowszu i po całej Polsce". Niektórzy Zakrzewscy, tak jak inni współrodowcy, z ziemi płockiej przenikają – w XVI i XVII wieku – do ziemi dobrzyńskiej, zawkrzeńskiej, ciechanowskiej, różańskiej, wyszogrodzkiej, i dalej – do Wielkopolski, ziemi krakowskiej, na Ukrainę i Litwę. Dziedziczą również w innych miejscowościach o nazwie Zakrzewo – w ziemi dobrzyńskiej (powiecie lipnowskim) i w ziemi ciechanowskiej. Zakrzewo w powiecie bielskim pozostawało w posiadaniu Zakrzewskich do drugiej połowy XIX wieku.

## Linie rodowe
Ród Dołęgów Zakrzewskich podzielił się na szereg linii i gałęzi rodowych, noszących nazwy od piastowanych urzędów przez jego najwybitniejszych członków. Do zasadniczych należą linie: deputacka, generalska, elektorska i burgrabiowska. Przedłużeniem ostatniej z nich jest istniejąca do dzisiaj "Linia na Kosmaczewie, Białyszewie i Majkach", której założycielem był Jan Zakrzewski z Kosmaczewa (1803-1869).

## Status majątkowy
Wśród reprezentantów rodu znajdowali się zarówno zamożni właściciele wielu wsi, jak również drobnoszlacheccy posiadacze niewielkich majątków. W XVIII wieku do zamożnych przedstawicieli tego domu należeli Antoni Zakrzewski, chorąży zawkrzeński, deputat do Trybunału Koronnego i poseł płocki na sejmy, czy generał Eustachy Zakrzewski. W XIX wieku Dołęgowie Zakrzewscy z "Linii na Kosmaczewie, Białyszewie i Majkach" należeli do najzamożniejszych ziemian powiatów płockiego i sierpeckiego, co znalazło odzwierciedlenie w pamiętnikach Marii Macieszyny. Najbardziej zamożni i znani posiadacze ziemscy z tego rodu w XIX i XX stuleciu to: Jan z Kosmaczewa, Szczepan Adam z Białyszewa, Idzi z Łęga, Franciszek Ksawery z Mokrzka, Edward Wincenty z Majek, Ludwik Maksymilian z Dobrosielic, Henryk z Bardon, Leon z Zawidza czy Witold z Bowętowa. Do rodu Dołęgów Zakrzewskich należało szereg wsi położonych głównie na Mazowszu Północnym, ale też w innych rejonach Polski m.in. Zakrzewo, Zakrzewo Wielkie, Girzyno, Girzynek, Krzeczanowo, Rudowo, Łęg, Łężek, Mlice Kostery, Mlice Jarluty, Mlice Koziki, Kamień z Międzylesiem, Olszewiec, Sokołowo, Białyszewo, Szczepanki, Ważyno Kmiece, Piaski Białyszewskie, Kosmaczewo, Petrykozy, Majki, Dobrosielice, Mokrzk, Ogorzelice, Maliszewo, Bowętowo, Wępiły, Tupadły, Rogienice, Zawidz.

## Związki rodzinne
W ciągu stuleci Dołęgowie Zakrzewscy wchodzili w związki pokrewieństwa z wieloma rodami mazowieckimi, polskimi i cudzoziemskimi; do 1945 roku niemal wyłącznie pochodzenia szlacheckiego. Byli to, m.in.: Bogusławscy herbu Korab, Borowscy herbu Jastrzębiec, Czapscy herbu Leliwa, Dębi herbu Ślepowron, Grabowscy herbu Pobóg, Humięccy herbu Junosza, Jeżewscy herbu Boleścic, Kalksteinowie-Stolińscy herbu Kos, Kosińscy herbu Rawicz, Koziebrodzcy herbu Boleścic, Lasoccy herbu Dołęga, Łysakowscy herbu Lubicz, Miłobędzcy herbu Ślepowron, Mostowscy herbu Dołęga, Olszewscy herbu Pobóg, Pęscy herbu Ramult, Radziwiłłowie herbu Trąby, Radzymińscy herbu Lubicz, Ranieccy, Smoleńscy (Smolińscy) herbu Zagłoba, Turscy herbu Dołęga, Ubyszowie herbu Cholewa, Zaborowscy herbu Prus II, Zberowscy herbu Jastrzębiec, Zboińscy herbu Ogończyk, Żalińscy herbu Poraj. Z rodzin cudzoziemskich m.in. Canale, Hegner de Rezelfeld, Hepke (Höpke, Höpken), Sonsfeld, Tagejew.

## Wybrani przedstawiciele
- Adam Wiesław Dołęga-Zakrzewski (1905-1984) – inżynier leśnik, major Wojska Polskiego
- Antoni Zakrzewski (chorąży zawkrzeński) (zm. 1758) – poseł na sejmy
- Bogusław Zakrzewski (ur. 1935) – dyplomata, ambasador
- Edward Dołęga-Zakrzewski (1863 – 1944) – ziemianin, działacz samorządowy w II RP
- Eustachy Zakrzewski (1724-1822) – generał
- Henryk Dołęga-Zakrzewski (1915-1977) – inżynier rolnik, żołnierz Pułku AK "Baszta" w Powstaniu Warszawskim
- Jan Dołęga-Zakrzewski (1866-1936) – burmistrz Ostrowi Mazowieckiej, działacz społeczno-polityczny
- Jan Adalbert Dołęga-Zakrzewski (1913-2002) – syn Edwarda (1863-1944), absolwent Szkoły Głównej Gospodarstwa Wiejskiego w Warszawie (1935), magister inżynier rolnik, ostatni właściciel dóbr Majki pod Płockiem, członek Korporacji Akademickiej "Sarmatia", uczestnik Powstania Warszawskiego 1944 roku, po II wojnie światowej ekspert rolny, żonaty z Marią Kosińską herbu Rawicz, córką Ignacego, właściciela majątku Głogowa (pow. kutnowski) i Zofii Chrząszczewskiej z Wierzbinka na Kujawach[13]
- Jan Tytus Dołęga-Zakrzewski (1908-1940) – kapitan lekarz, zamordowany na Ukrainie w ramach mordu katyńskiego
- Ignacy Zakrzewski (podwojewodzi poznański) (zm. ok. 1820)
- Józef Zakrzewski (zm. ok. 1791) – syn Antoniego, chorążego zawkrzeńskiego, podczaszy sierpecki (1768), sędzia grodzki płocki (1774), komisarz królewski w 1789 roku, żonaty z Marianną Koziebrodzką[14]
- Józef Dołęga-Zakrzewski (ok. 1770-1821) – syn Bartłomieja, kapitana wojsk królewskich, i Katarzyny Żółtowskiej, sędzia grodzki płocki, radca powiatu lipnowskiego w 1813 roku, wł. Bachorzewa[15]
- Józefa Dołęga-Zakrzewska ze Smoleńskich (1841-1911) – działaczka społeczna powiatu sierpeckiego i miasta Ciechanowa
- Karol Zakrzewski (zm. 1769) – marszałek płocki konfederacji barskiej
- Leon Zakrzewski (1799-1845) – ksiądz, proboszcz w Łęgu, powstaniec listopadowy
- Leszek Stanisław Zakrzewski (ur. 1969) – doktor socjologii, archiwista
- Marceli Zakrzewski (1858-1939) – syn Jana i jego drugiej żony Eleonory Zakrzewskiej, brat rodzony Edwarda (1863-1944) i brat przyrodni Szczepana (1825-1892), ziemianin, wł. Kosmaczewa pod Płockiem, działacz społeczny, w latach I wojny światowej uczestnik akcji "Ratujcie dzieci", członek Płockiego Okręgu Ziemian[16]
- Marcin Zakrzewski (burgrabia ciechanowski) (zm. 1775)
- Marek Józef Dołęga-Zakrzewski (1896-1944) – porucznik Wojska Polskiego, komendant Portu Czerniakowskiego w Powstaniu Warszawskim
- Maria Zakrzewska-Raniecka (1881-1971) – działaczka społeczna, bibliotekarka
- Michał Zakrzewski (XVIII w.) – chorąży zakroczymski, żonaty z Wiktorią Pęską
- Mikołaj Zakrzewski (zm. 1675) – syn Jana, miecznik płocki, elektor Michała Korybuta z województwa płockiego, żonaty z Teresą Ubyszówną, córką Wojciecha, miecznika bełzkiego[17]
- Paweł Zakrzewski (kanonik płocki) (1752-1827)
- Piotr Zakrzewski (architekt) (1947-1997) – architekt osiadły w Paryżu
- Stanisław Michał Zakrzewski (zm. 1719) – miecznik płocki (od 1692 r.), sędzia ziemski płocki (od 1701 r.), żonaty z Dorotą Chełstowską, ojciec Antoniego, chorążego zawkrzeńskiego[18]
- Stefan Dołęga-Zakrzewski (1908-1989) – ekonomista, działacz harcerski, żołnierz batalionu "Wigry" Armii Krajowej
- Szczepan Dołęga-Zakrzewski (1825-1892) – ziemianin, Powstaniec 1863 roku
- Szymon Zakrzewski (1718-1823) – starosta ostrzański
- Wojciech Zakrzewski (zm. 1663) – syn Jana, brat Mikołaja, miecznika płockiego, stolnik różański[19]

Przedstawiciele rodu otrzymali potwierdzenia odwiecznego szlachectwa w Heroldii Królestwa Polskiego w 1838, 1841, 1850 i 1854 r. i zostali wpisani z potomstwem do ksiąg szlachty dziedzicznej guberni płockiej.

## Upamiętnienie
Dzieci Szczepana Adama Dołęgi Zakrzewskiego z Białyszewa: Jan (1866-1936) i Maria (1881-1971) mają ulice swojego imienia w Ostrowi Mazowieckiej i w Ciechanowie. Epitafia członków rodu znajdują się m.in. w kościele św. Katarzyny Aleksandryjskiej w Łęgu Probostwie i kościele św. Jakuba Apostoła w Słupi w ziemi płockiej. Również w Słupi, na cmentarzu przykościelnym, znajduje się grobowiec Dołęgów Zakrzewskich, ale tylko z inskrypcją odnoszącą się do fundatora dóbr parafialnych Marcelego Zakrzewskiego z Kosmaczewa (1858-1939), syna Jana i Eleonory z Zakrzewskich, z wyrytym herbem Dołęga na płycie nagrobnej. Nagrobek wyremontowano staraniem parafian w 2011 roku.

## Wybrana bibliografia
- M. Bartniczak, Jan Dołęga-Zakrzewski. 7. XI. 1866 – 3. XII. 1936, [w:] Zapiski Ciechanowskie, t. III (1977);
- A. Biliński, Szlachta ziemi dobrzyńskiej za ostatnich Jagiellonów, Warszawa 1932;
- Corpus Inscriptiorum Poloniae, w opracowaniu Andrzeja Mietza i Jana Pakulskiego, t. 4, województwo włocławskie, zeszyt drugi, ziemia dobrzyńska, Włocławek-Toruń 1987;
- P. B. Gąsiorowski, Opowieści genealogiczne z ziemi sierpeckiej: 400. rocznica śmierci Bartłomieja Paprockiego, Sierpc 2014 (rozdział pt. Heraldyczne ślady w sztuce ziemi sierpeckiej, napisany przez T. Kowalskiego, s. 49-84);
- A. Gieysztor, Trzy stulecia najdawniejszego Mazowsza (połowa X-połowa XIII w.), (w:) Dzieje Mazowsza do 1526 roku, Warszawa 1994, s. 117-118;
- Katalog zabytków sztuki w Polsce: Okolice Płocka, pod redakcją Izabelli Galickiej i Hanny Sygietyńskiej, Warszawa 1992;
- Katalog zabytków sztuki w Polsce (powiat lipnowski), Warszawa 1969;
- A. Kociszewski, Maria Zakrzewska-Raniecka, [w:] Zapiski Ciechanowskie, t. I, Ciechanów 1973;
- J. Krzepela, Rody ziemiańskie XV i XVI wieku zestawione według dzielnic, w których były osiedlone, Kraków 1930;
- A. Kulikowski, Wielki herbarz rodów polskich, Warszawa 2005;
- Z. Lasocki, Dołęga czy do Łęga? O powstaniu nazwy rodu i herbu Dołęga i rozsiedleniu Dołęgów w okolicach Łęga, oraz legenda o rycerzu Dołędze, Cieszyn 1932;
- J. Łempicki, Herbarz mazowiecki, t. III, Poznań 1998;
- J. Ostaszewski, Dzieje pierwotne szczepu mazurskiego, Warszawa 1935;
- A. J. Papierowski, J. Stefański, Płocczanie znani i nieznani, Płock 2007;
- M. Pawliszczew, Herbarz rodzin szlacheckich Królestwa Polskiego najwyżej zatwierdzony, Warszawa 1853;
- W. Semkowicz, Doliwa, Dołęga, Doraja, Kwartalnik Historyczny, Lwów 1902;
- L. S. Zakrzewski, Dołęga-Zakrzewscy: informator historyczny, genealogiczny i socjologiczny, Warszawa 2011;
- L. S. Zakrzewski, Dołęgowie Zakrzewscy (szkic genealogiczny), [w:] Notatki Płockie, nr 41/2-167 (1996);
- L. S. Zakrzewski, House of Dołęga-Zakrzewski. A brief compendium, Warsaw 2014.